# Большой Березник (Архангельская область)
Большой Березник — деревня в Красноборском районе Архангельской области. Входит в состав Телеговского сельского поселения.

## География
Деревня находится в юго-восточной части Архангельской области, на левом берегу реки Северная Двина, на расстоянии приблизительно 14 км (по прямой) к юго-востоку от села Красноборск, административного центра района.

### Часовой пояс
Деревня Большой Березник, как и вся Архангельская область, находится в часовой зоне МСК (московское время). Смещение применяемого времени относительно UTC составляет +3:00.

## История
В 1859 году в деревне Великоустюжского уезда Вологодской губернии было учтено 9 дворов, проживало 25 жителей.

## Население
| 2010 |
| ---- |
| 1    |

### Национальный состав
Согласно результатам переписи 2002 года, в национальной структуре населения русские составляли 100 % из 5 чел.